# Microdillus peeli
Microdillus peeli és una espècie de mamífer rosegador de la família dels múrids. Tan sols se n'han trobat exemplars a Somàlia, però probablement també té presència a les parts adjacents d'Etiòpia i Kenya. Es tracta d'un animal nocturn. Els seus hàbitats naturals són les planes rocoses i els herbassars semidesèrtics. Es desconeix si hi ha cap amenaça significativa per a la supervivència d'aquesta espècie.
L'espècie fou anomenada en honor del naturalista, explorador i caçador britànic Charles Victor Alexander Peel.